# Onmyōdō
Onmyōdō (陰陽道?  también On'yōdō o Inyōdō) es una cosmogonía esotérica, mezcla de ciencias naturales, filosofía china y ocultismo  muy influenciada por la cultura china, que se originó en Japón en torno al siglo VII. Se basa en las teorías chinas de los cinco elementos (五行, en chino: Wu Xing) y del yin-yang (陰陽, en japonés: onmyou). Estas teorías llegaron a Japón entre los siglos V y VI, y fueron aceptadas por mucha gente de la época como un sistema práctico de adivinación. Estas prácticas se vieron más tarde influenciadas por el taoísmo, budismo y sintoísmo, y evolucionaron hasta el onmyōdō conocido en la actualidad, hacia el final del siglo VII. Los profesionales de esta disciplina reciben el nombre de onmyōji (陰陽師?). 

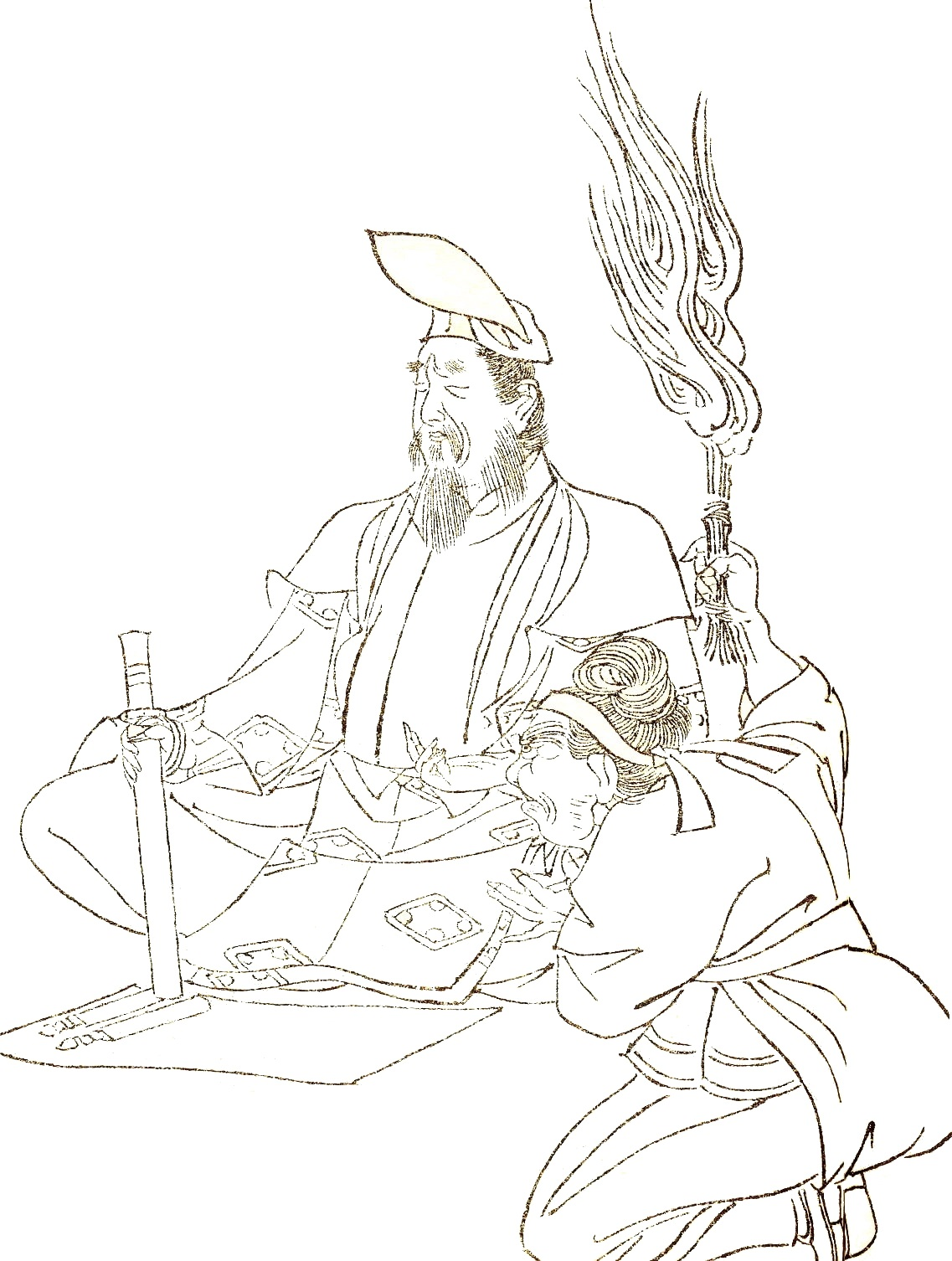
Abe no Seimei, un famoso onmyōji.

Hasta mediados del siglo XIX, cuando fue prohibido por considerarse pura superstición, onmyōdō, estaba bajo control del gobierno imperial, y más tarde por sus representantes. La restricción ha sido levantada, y desde 2006 cualquiera puede practicar onmyōdō.

## Desarrollo
En los siglos V y VI, cuando los principios del yin y el yang y de los cinco elementos llegaron a Japón a través de la península de Corea junto al budismo y al confucianismo, estas creencias, así como aquellas disciplinas a las que estaban vinculadas (astronomía, preparación de calendarios, la adivinación y algunos estudios sobre la naturaleza) se vieron entremezcladas en una suerte de teoría mística de predicción del futuro. Estas formas de juzgar los signos benignos o dañinos presentes en la naturaleza fueron aceptadas por la sociedad japonesa como una buena técnica para predecir y atraer la buena o mala suerte. Estas técnicas eran principalmente conocidas solo por los monjes budistas llegados del continente, que sabían leer y escribir en chino. Con el tiempo, los miembros de la Corte Imperial de Kioto que creían en la utilidad del onmyōdō para hacer predicciones que ayudaran a tomar decisiones, decidieron que era necesario que los onmyōji empezaran a ser también laicos, no sólo sacerdotes, así que propiciaron su auge hacia mediados del siglo VII.
Con la implementación del sistema de leyes Ritsuryō en los siglos VII y VIII, las técnica del yin y el yang pasaron a estar bajo la jurisdicción de la oficina de Onmyō (陰陽寮 'Onmyō-ryō'?) del Departamento de Nakatsukasa (中務省 'Nakatsukasa-shō'?) de la burocracia imperial. La oficina de Onmyō era responsable de la supervisión de las predicciones del Onmyōdō, las observaciones astrológicas, y la creación de calendarios. Además, al clero budista se le prohibió practicar la astrología y la predicción de futuro; de esta forma, todos los onmyōji pasaron a estar bajo control del gobierno.
Desde la era Heian en adelante, cuando es sistema Ritsuryō se relajó y la familia Fujiwara llegó al poder, la corte imperial empezó a interesarse por los rituales para complacer las almas de los difuntos (御霊信仰 'Goryō Shinkō'?) para evitar la aparición de los fantasmas yurei (怨霊 'yuurei'?). Puesto que los onmyōji mostraban medios para evitar desastres con sus habilidades mágicas y adivinatorias, la superstición permitió que los onmyōji tuvieran gran influencia sobre la nobleza cortesana y el propio emperador. Como consecuencia, el pueblo llano pasó a ser consciente más ampliamente de la existencia y poderes de los onmyōji, lo cual les hizo aún más populares y poderosos.
El onmyōdō se mezcló con otras creencias y muchas prácticas ocultistas, y pasó desde la base china de que provenía, a un sistema sincrético sólo posible de encontrar en Japón. Tomó elementos del Taoísmo (道教), llegado a las islas de la misma forma que el onmyōdō, incluyendo elementos mágicos como el katatagae, monoimi, henbai, y las ceremonias a los dioses taoísticos como el Taizan Fukunsai. Algunos elementos del feng shui y las artes médicas del jukondō se incorporaron también, y mientras que el onmyōdō y el sintoísmo se influenciaban mutuamente, el onmyōdō se hizo más popular. Desde finales del siglo VIII en adelante, se vio influenciada por el budismo esotérico y la astrología de origen hindú (Sukuyōdō) que llegó a la vez.
Durante la era Heian, la nobleza organizó todas sus acciones de acuerdo a las palabras de los onmyōji. La práctica de las direcciones afortunadas o desafortunadas es un buen ejemplo. En función de la estación, hora del día, y otras circunstancias, una dirección en particular podía traer mala suerte a una persona. Si la casa de alguien estaba en una de esas direcciones, se le aconsejaba no ir directamente, sino hacer un "cambio de dirección (katatagae), yendo hacia otro sitio antes, y alojándose allí. No se debería ir en esa dirección por ningún motivo, incluso si eso incluía estar ausente de la corte, o dejar pasar las invitaciones de gente influyente.
En el siglo X, Kamo no Tadayuki y su hijo Kamo no Yasunori hicieron grandes avances en onmyōdō, astronomía, y en técnicas para preparar calendarios, y de entre sus estudiantes surgió Abe no Seimei, al que se le supone en extremo dotado para las artes adivinatorias, lo cual le trajo gran confianza de parte de la corte. Tadayuki y Yasunori pasaron sus conocimientos de astronomía a Seimei, mientras que sus avances en creación de calendarios, fueron para el hijo de Yasunori. Desde la era Heian hasta la Edad Media, la astronomía y la preparación de calendarios estuvo por completo ligada al onmyōdō, y las familias Abe y Kamo se convirtieron en las figuras dominantes.

## Onmyōji
Los Onmyōji (陰陽師 'Maestro de Yin y yang'?) (también on'yōji) eran uno de los niveles en que se clasificaban los sirvientes civiles de la oficina de Onmyō en el antiguo sistema Ritsuryō. Las personas con este título eran profesionales en onmyōdō.
Los Onmyōji eran especialistas en magia y adivinación. Sus responsabilidades en la corte abarcaban desde preparar calendarios hasta tareas místicas como la adivinación y la protección de la capital de los fantasmas malvados. Podía buscar significados benignos o dañinos en los sucesos naturales. Se dice también que los onmyōji podían invocar y controlar a los shikigami.
Algunos de los onmyōji más famosos fueron Kamo no Yasunori y Abe no Seimei (921–1005). Tras la muerte del segundo, el emperador mando erigir un santuario donde estuvo su casa en Kioto.
Los Onmyōji estuvieron protegidos por el gobierno en la era Heian, pero con la decadencia de la corte, su mecenazgo desapareció. En el Japón moderno, los onmyōji son un tipo de sacerdotes sintoístas, y a pesar de que muchos dicen tener habilidades espirituales como médiums, continúan siendo figuras relacionadas con lo oculto.

## Textos
- Kinugyokutoshū (金烏玉兎集/三国相伝陰陽輨轄簠簋内伝金烏玉兎集, "el libro de colección de la luna y el conejo de jade").
- Senji Ryakketsu (占事略决, "el resumen de juicios sobre adivinaciones") por Abe no Seimei.